# 동박새
동박새(학명: Zosterops japonicus 조스테롭스 야포니쿠스[*])는 참새목 동박새과의 한 종으로, 한국에서는 보통 남부 지방에서 서식하는 텃새이다. 드물게 경기도와 강원도에도 서식한다. 배가 흰색이고, 나머지는 연두색을 띤다. 또, 흰 눈테를 가지고 있다. 동백꽃과 공생관계로, 동백꽃의 꿀을 먹으며 수정을 해준다.
동박새는 동백꽃의 꿀을 무척 좋아해서 원래는 ‘동백새’라고 불렀다고 한다. 혀 끝에 붓모양의 돌기가 있어서 꿀을 빨 때 편리하다. 둥지는 나뭇가지 위에 소쿠리모양으로 만드는데, 천적을 막아주는 가시가 많은 가시오가피 나무가 동박새가 좋아하는 둥지터이다. 둥지는 이끼와 식물의 뿌리, 깃털 등으로 만들며, 재료가 부족할 때는 인공재료로 둥지를 만들기도 한다.
몸길이는 약 11cm이다. 턱과 꼬리는 노란빛이고 옆구리는 자줏빛을 띤 담갈색, 눈의 가장자리에 은백색의 둥근 무늬가 있다. 여름에는 얕은 산에 암수 한 쌍씩, 겨울에는 산록이나 잡목림에 떼지어 산다. 먹이는 나무 열매·씨·거미·파리·개미·모기·잎벌레 등이고 4-6월에 흰색 또는 푸른색 알을 4-5개 낳는다. 고운 소리로 운다. 아시아 전역에 분포하며 우리나라에서는 울릉도와 제주도에 많이 서식한다.

## 분포
인도네시아, 일본, 한반도, 필리핀, 동티모르에 자생한다.

## 형태
전장 약 12 cm로, 참새보다도 작다. 익장은 약 18 cm. 몸통은 녹색 깃털에 날개는 암갈색이며 암수가 동색이다. 눈 주위 테두리(아이링)이 하얀색이라 일본어 및 영어 향명(‘흰눈박이’라는 뜻)의 유래가 되었다. 일본어로는 무로마치시대부터 동박새를 “메지로”라고 불렀다.

## 분류
이하 아종 분류 및 분포는 ICO 세계조류목록 v. 10.2에 따른다. 일본에 분포하는 아종의 일본 향명, 분포, 형태는 시게타 요시미츠의 2016년 논문을 따른다.

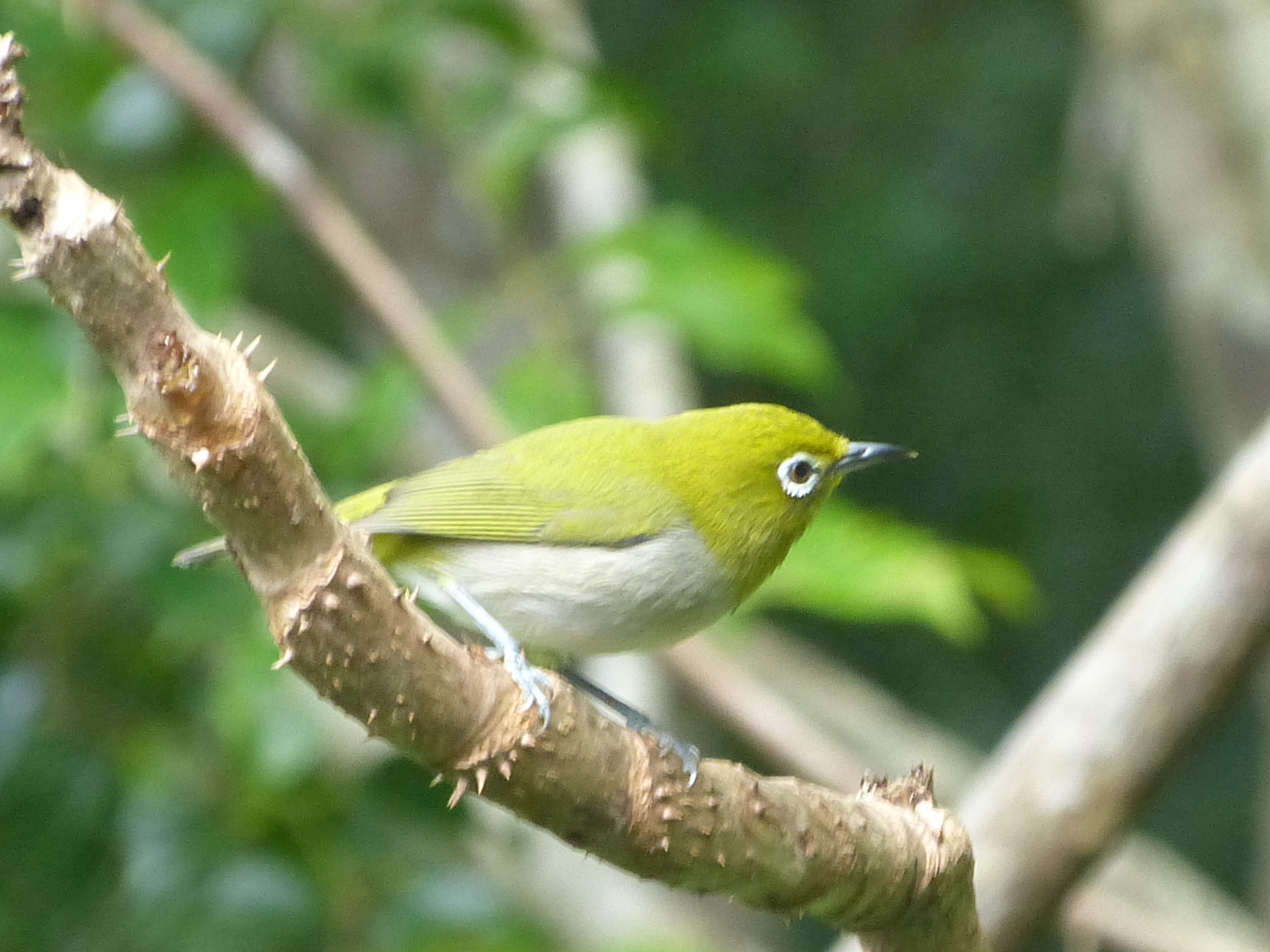
류큐동박새

승명아종 동박새(일본어: メジロ), 학명: Zosterops japonicus japonicus Temminck & Schlegel, 1845)
일본 전역, 사할린 남부, 한반도에 서식.
이마에 황색부가 거의 없다. 눈앞에는 황색부가 있는 개체도 있고 없는 개체도 있다. 목의 황색부가 아이링 테두리의 흑색부에 미치지 못한다. 몸체 측면과 흉부는 적갈색.
홍채는 회갈색이 많다. 아랫부리 선단의 흑색부가 불명료.
이오섬동박새(일본어: イオウトウメジロ, 학명: Zosterops japonicus alani Hartert, 1905)
유황열도 자생. 오가사와라 제도에 도입(오가사와라제도에는 이오섬동박새와 시치섬동박새의 교잡개체가 분포함).
목의 황색부가 옅은 색이고, 아이링 윤곽의 흑색부에 미치지 못한다. 몸체 측면 및 흉부의 적갈색부도 색이 옅다.
홍채는 붉그스름하다. 부리가 굵은 편이지만 시치섬동박새처럼 길지는 않다. 아랫부리 흑색부가 명료함.
다이토동박새(일본어: ダイトウメジロ, 학명: Zosterops japonicus daitoensis Kuroda, 1923)
미나미다이토섬, 기타다이토섬
이마의 황색부가 크고 명료함. 목의 황색부가 아이링 윤곽의 흑색부에 닿는다.
학명: Zosterops japonicus difficilis Robinson & Kloss, 1918
수마트라섬 남부 뎀포산에 서식
학명: Zosterops japonicus diuatae Salomonsen, 1953
민다나오섬 북부에 서식
학명: Zosterops japonicus halconensis Mearns, 1907
민도로섬에 서식
섬동박새(일본어: シマメジロ, 학명: Zosterops japonicus insularis Ogawa, 1905)
타네가섬, 야쿠섬에 서식. 도카라열도의 개체군을 섬동박새로 보는 설이 있다.
목의 황색부가 아이링 윤곽의 흑색부에 미치지 못한다. 몸체 상면은 승명아종보다 녹색이 짙다. 몸체 측면 및 흉부의 적갈색부가 크고 짙다. 복부 중앙과 꼬리 하면을 덮는 하미통 깃털이 크고 짙은 색.
아랫부리 선단의 흑색부가 불명료.
토카라열도 개체군은 몸체 측면 및 흉부의 적갈색부가 옅은 색이며, 부리가 굵고 길다. 토카라열도의 개체군은 분류 검토가 필요.
류큐동박새(일본어: リュウキュウメジロ, 학명: Zosterops japonicus loochooensis Tristram, 1889)
아마미오섬 이남의 난세이제도에 서식.
목의 황색부가 아이링 윤곽의 흑색부에 미치지 못한다. 몸체 측면 및 흉부에 적갈색이 없다.
학명: Zosterops japonicus montanus Bonaparte, 1850
자와섬, 수마트라섬, 술라웨시섬, 발리섬, 소순다열도, 몰루카제도 남부에 서식.
학명: Zosterops japonicus obstinatus Hartert, 1900
스람섬, 바칸섬, 테르나테섬, 티도레섬에 서식.
학명: Zosterops japonicus parkesi duPont, 1971
팔라완섬에 서식.
학명: Zosterops japonicus pectoralis Mayr, 1945
네그로스섬에 서식.
시치섬동박새(일본어: シチトウメジロ, 학명: Zosterops japonicus stejnegeri Seebohm, 1891)
이즈 제도(이즈오섬에서 토리섬까지). 오가사와라제도에 도입되어 이오섬동박새와 교잡개체를 발생시키고 있다.
목의 황색부가 옅고 아이링 윤곽의 흑색부에 미치지 못함. 몸체 측면 및 흉부의 적갈색부는 옅은 색.
홍채는 약간 붉그스름. 승명아종보다 부리가 굵고 길다. 아랫부리 선단의 흑색부가 다소 명료함.
학명: Zosterops japonicus vulcani Hartert, 1903
민다나오섬 중부에 서식
학명: Zosterops japonicus whiteheadi Hartert, 1903
루송섬 북부에 서식

## 생태

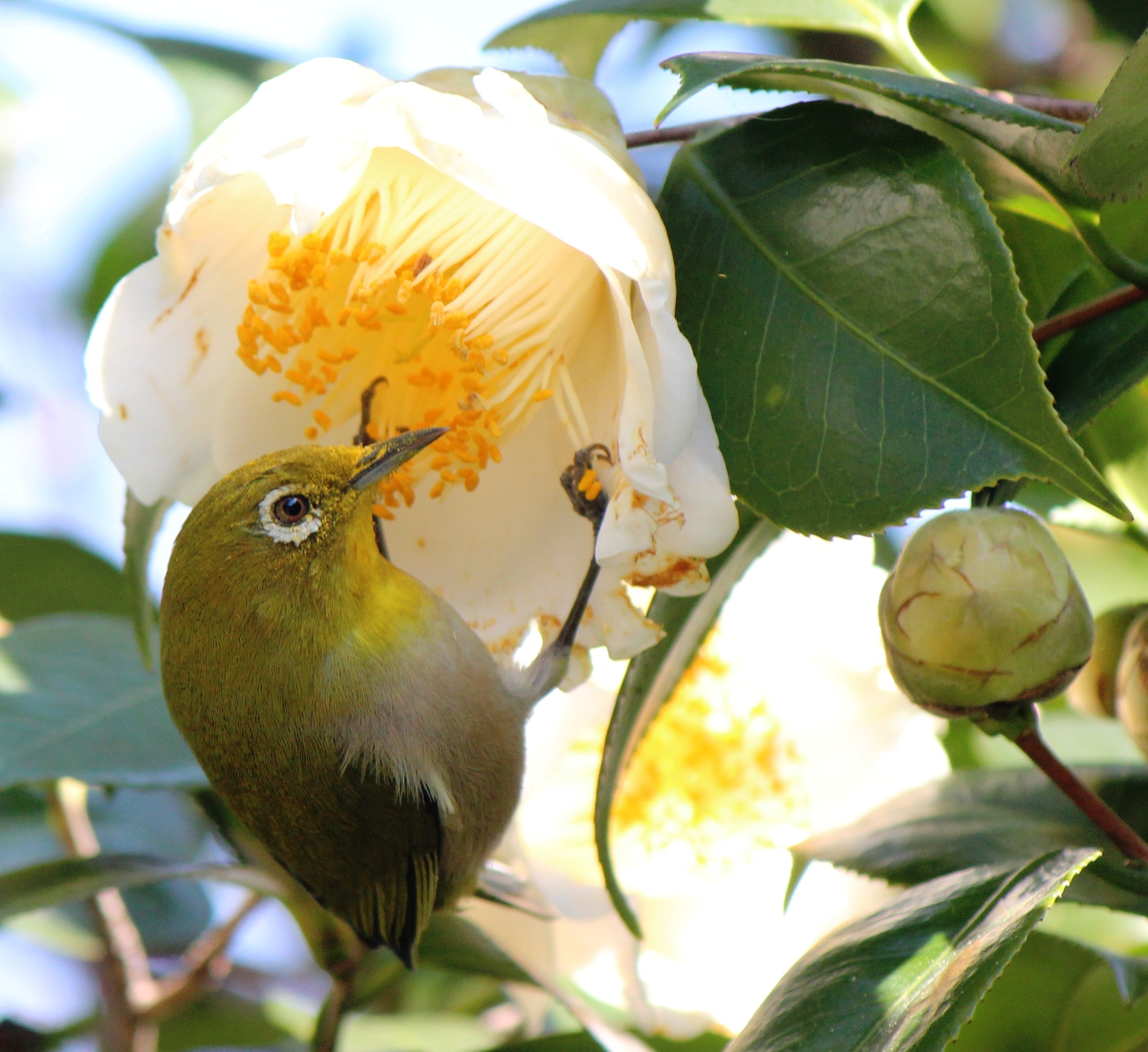
동백꽃 꿀을 따먹는 동박새.

식성은 잡식이지만 꽃꿀이나 열매를 좋아하며, 새끼를 기를 때는 벌레도 포식한다.
꽃꿀을 매우 좋아하여 개화기(開花期)에 맞추어 행동하고, 봄철에는 좋아하는 꽃을 꿀을 따라 남에서 북으로 이동한다. 이른봄에는 동백나무나 매화나무에서 떼지어 우는 모습이 자주 관찰된다. 왕벚나무가 개화하면 종달새, 참새와 함께 꽃에 몰려든다.
비번식기에는 산지에서 평지로 이동한다. 무리지어 행동하는 경우가 많으며, 박새류와 혼군(混群)을 형성하는 경우가 많다. 번식기에는 무리가 차차 흩어져서 암수 한 쌍이 꽃에서 꽃으로 날아다닌다.
잠잘 때 무리 전체가 하나의 나뭇가지 위에 늘어앉아 서로 밀착해서 잠드는 습성이 있다. 해질녘이 되면 먼저 앉은 동료들 가운데 비집어 앉으려는 동박새의 모습을 관찰할 수 있다. 이 모습을 보고 일본어에는 무언가 와글와글 모여 있는 모양을 비유하는 관용어로 “동박새 서로 눌러대듯이(일본어: 目白押し)”라는 말이 있다. 번식기에 암수 한 쌍만 남아도 이렇게 밀착해서 지낸다.

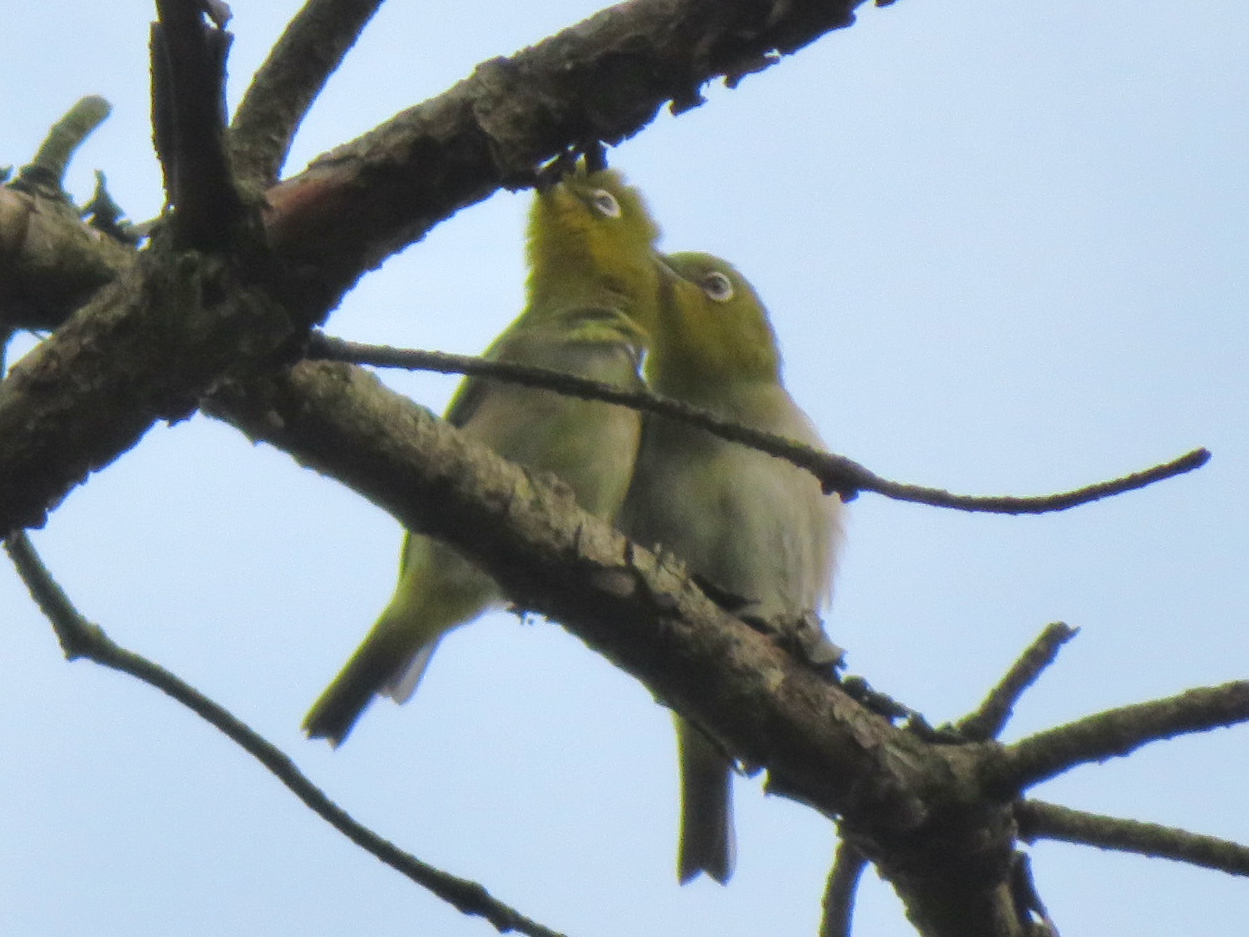
밀착한 동박새 한 쌍.

겨울철에는 갈대밭에서 관찰되기도 하는데, 갈대에 붙은 벌레를 잡아먹는 것으로 생각된다.

## 보존
분포 지역이 매우 넓고, 서식수의 추이는 불명하지만 격감하는 것 같지 않으므로, 2019년 현재 종으로서 절멸할 우려는 낮다고 생각되고 있다. 다만 애완동물용 채집으로 인한 영향은 우려가 된다.
아종 가운데 다이토동박새는 삼림벌채로 인한 서식지 파괴, 인간을 따라 유입된 고양이 및 쥐류의 포식으로 2018년 오키나와현 적색목록에서 준절멸위구로 판정되었다.
하와이 제도에서는 침입외래종 취급으로 해수구제를 당하고 있다(동박새의 하와이 침입).